# Pompe à vis excentrée
 (février 2021).
Si vous disposez d'ouvrages ou d'articles de référence ou si vous connaissez des sites web de qualité traitant du thème abordé ici, merci de compléter l'article en donnant les références utiles à sa vérifiabilité et en les liant à la section « Notes et références ».
Pour les articles homonymes, voir Pompe (homonymie).
La pompe à vis excentrée, aussi nommée pompe à cavité progressive se fonde sur le principe d’un rotor hélicoïdal tournant dans un stator hélicoïdal. René Moineau est l'inventeur de la pompe à cavité progressive
Ces pompes sont utilisées pour le transfert de fluides pâteux ou visqueux, y compris en présence de corps solides, voire de boues,abrasifs, hétérogènes, fragiles, émulsionnants ou multibasiques.
Le rotor en métal est une vis hélicoïdale très allongée, comme un tire-bouchon; le stator en élastomère est un long cylindre à empreinte hélicoïdale
Lorsque le rotor est inséré dans le stator, les espaces vides liés aux profils du rotor et du stator forment une double chaîne de cavités étanches (alvéoles). Dès que le rotor tourne, les alvéoles progressent le long de l’axe de la pompe sans changer de forme ni de volume et transfèrent ainsi le fluide de l’aspiration vers le refoulement. Les avantages sont : un auto-amorçage, un débit constant et non pulsatoire, un rendement élevé, une réversibilité de la pompe, la stabilité à la pression.